# روبرت تالبوت
روبرت تالبوت (بالإنجليزية: Robert Talbot)‏ (20 سبتمبر 1908 - 1971 في المملكة المتحدة) هو لاعب كرة قدم بريطاني (وحمل سابقاً جنسية المملكة المتحدة لبريطانيا العظمى وأيرلندا) في مركز الدفاع. لعب مع أولدهام أثلتيك ونادي بيرنلي ونيوبورت كونتي ووست هام يونايتد وويغان أتلتيك.